# Jan Hendrik Weissenbruch
Jan Hendrik Weissenbruch, también conocido como Hendrik Johannes Weissenbruch (19 de junio de 1824 en La Haya – 24 de marzo de 1903 en La Haya) fue un pintor holandés miembro de la Escuela de La Haya. Es conocido especialmente por sus acuarelas.

## Biografía

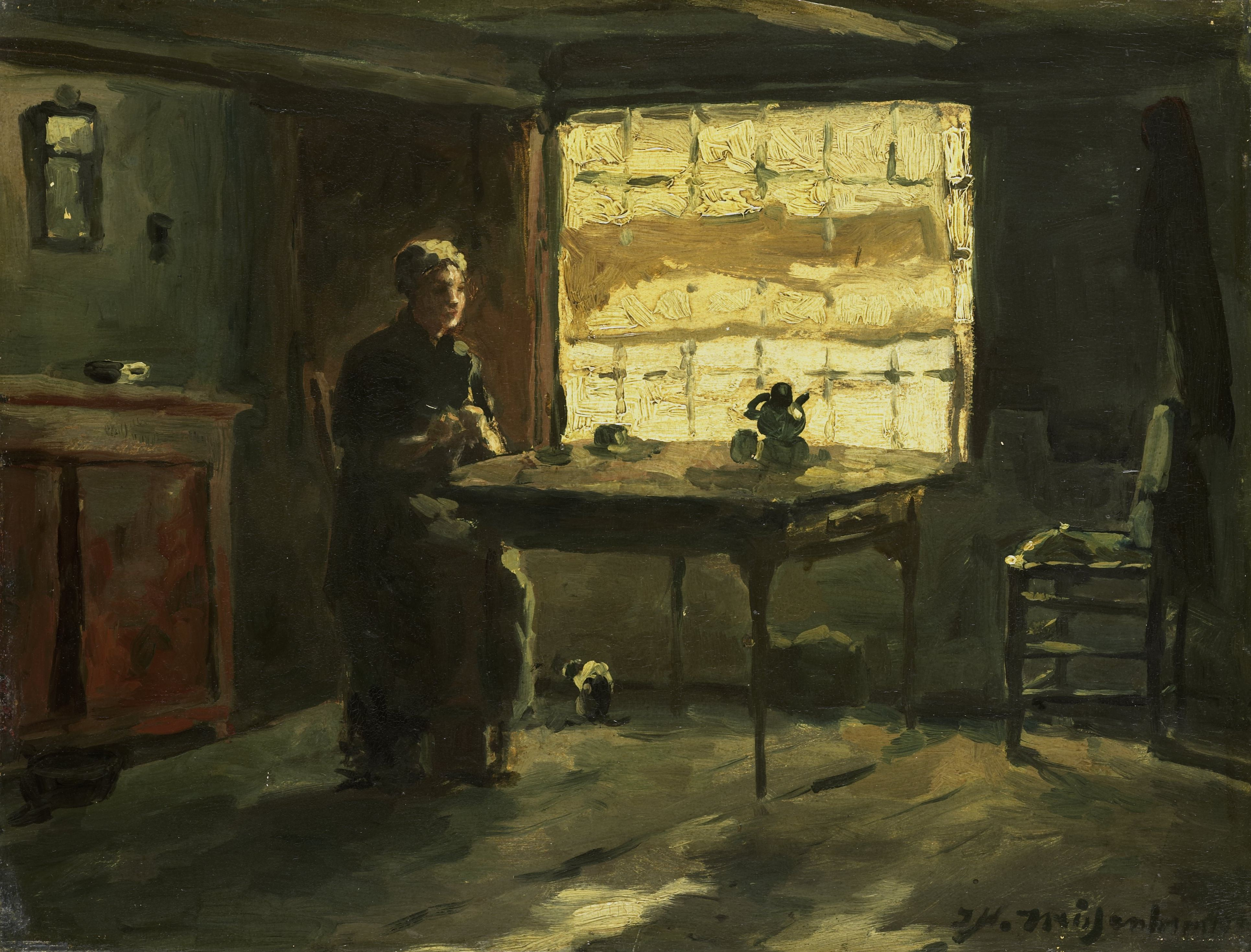
Farmhouse interior, óleo sobre panel, entre 1870 y 1903. Rijksmuseum, Ámsterdam.

Hendrik Johannes Weissenbruch, más conocido por Jan Hendrik, nació en La Haya el 19 de junio de 1824 como segundo hijo de Johannes Weissenbruch y Johanna Hendrika Zaag. Jan creció en un ambiente artístico, pues su padre, chef y restaurador, pintaba en sus tiempos libres y era coleccionista de arte aficionado. También, un primo de Jan era un conocido pintor de paisajes urbanos. Otro primo, Frederik Hendrik, fue un litógrafo, y su hermano pequeño, su tío y un sobrino eran grabadores.
Cuando tenía 16 años recibió lecciones de dibujo de Johannes Low. En 1843 entró en el estudio de Bartholomeus van Hove y por las tardes recibía clases, mientras que por las mañanas trabajaba en el estudio. Allí colaboró junto a Johannes Bosboom y Salomon Verveer en la elaboración de algunas piezas para el decorado del Teatro Real. 
En los primeros trabajos de Hendrik sus magníficos cielos nubosos muestran su admiración por el artista del siglo XVII Jacob van Ruisdael y en sus paisajes pintados con un gran detalle, se aprecia claramente la fuerte influencia del pintor romántico Andreas Schelfhout.
Cuando fue invitado a recibir lecciones de su admirado Schelfhout su amigo Bosbbom le aconsejó que no aceptara. «Yo no puedo decir, simplemente, no, gracias a Schelfhout», contestó Hendrik. A lo que Bolsoom respondió: «Es lo que deberías hacer, Weiss. Tienes que aprender a crear tu propio camino y ver las cosas a través de tus propios ojos.»
En 1847 Weissenbruch se convirtió en uno de los fundadores del Pulchri Studio.
Dos años más tarde, en 1849, Hendrik organizó su primera exposición y el Museo Teylers in Haarlem adquirió uno de sus paisajes panorámicos. Sin embargo, este temprano éxito no duraría mucho y a pesar del prestigio que había adquirido entre sus colegas pintores, no consiguió alcanzar un reconocimiento público hasta finales de la década de los 80. Durante este tiempo intermedio pasó de ser un clásico pintor del romanticismo holandés a uno de los más sobresalientes representantes de la Escuela de La Haya. Sus vívidos paisajes de dunas plasman una serie de impresionantes atmósferas de los pólder holandeses en los que el artista presta especial atención a la representación de los cielos nubosos con sus claros y oscuros, al dinamismo de los vientos constantes y donde el contraste entre el cielo y el agua es de gran importancia. Pero para Jan lo más importante en una pintura era la luz y el cielo: 

El cielo en una pintura, eso es lo más importante. El cielo y la luz son grandes magos. El cielo determina lo que será la pintura. Puede que los pintores no presten demasiada atención al cielo pero vivimos de sol y luz.
Jan Hendrik

Estos maravillosos paisajes al óleo y acuarela fueron pintados casi sin excepción a base de pinceladas libres y delicadas. 
Jan disfrutaba trabajando a las afueras, en el campo. Normalmente, encontraba los temas en los alrededores de La Haya, donde vivía, y raramente se alejaba mucho de su domicilio. Sin embargo, en el 1900, cuando contaba 70 años, realizó un viaje a Barbizon en Francia, a conocer a los pintores que allí formaban la Escuela de Barbizon. Este viaje debió de ser para Jan una especie de peregrinaje y fue allí donde pintó una de sus obras más conocidas, Escena del bosque. En general para Weissenbruch la naturaleza era de una gran importancia.

## Selección de obras

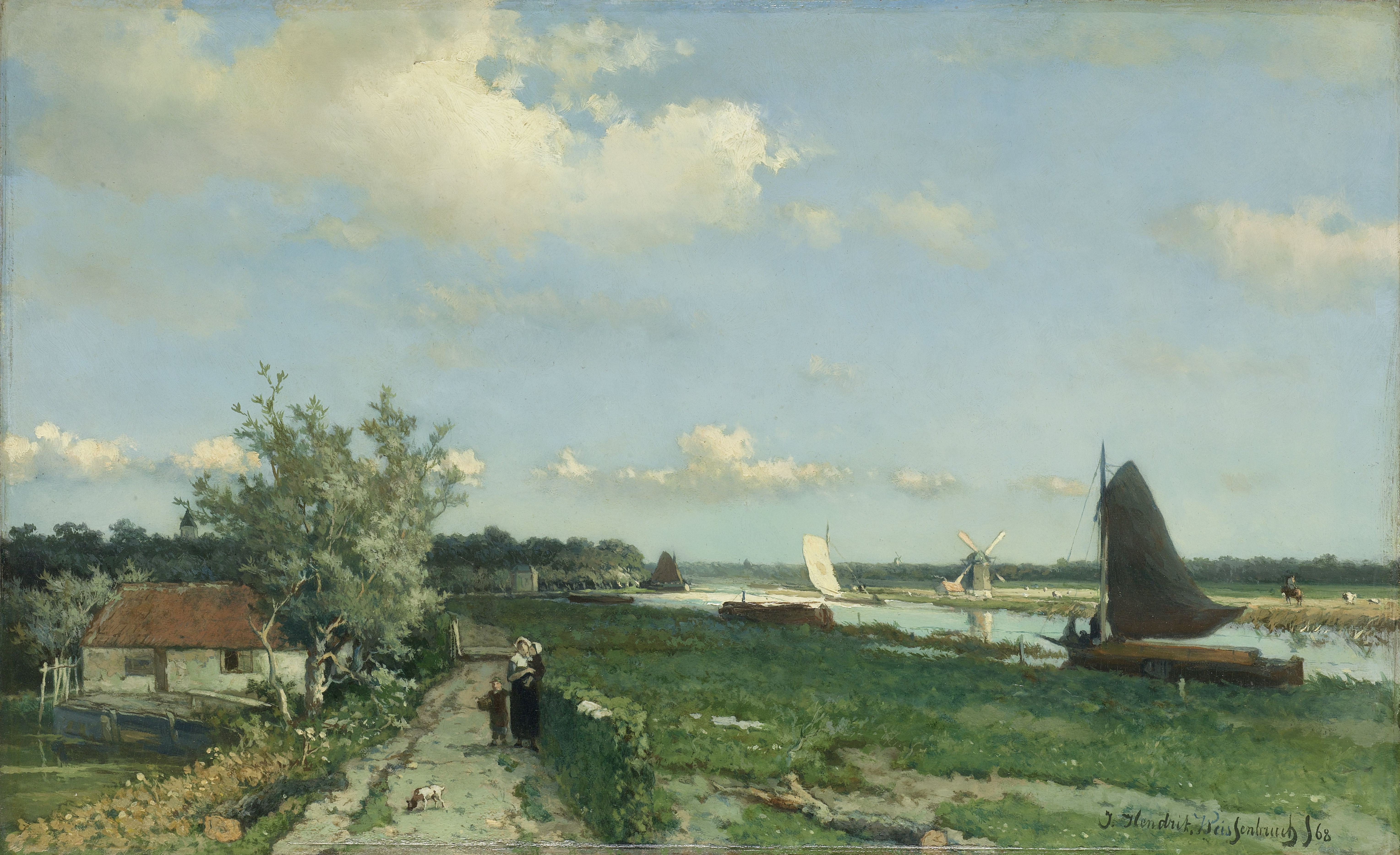
Canal en Rijswijk (1868).
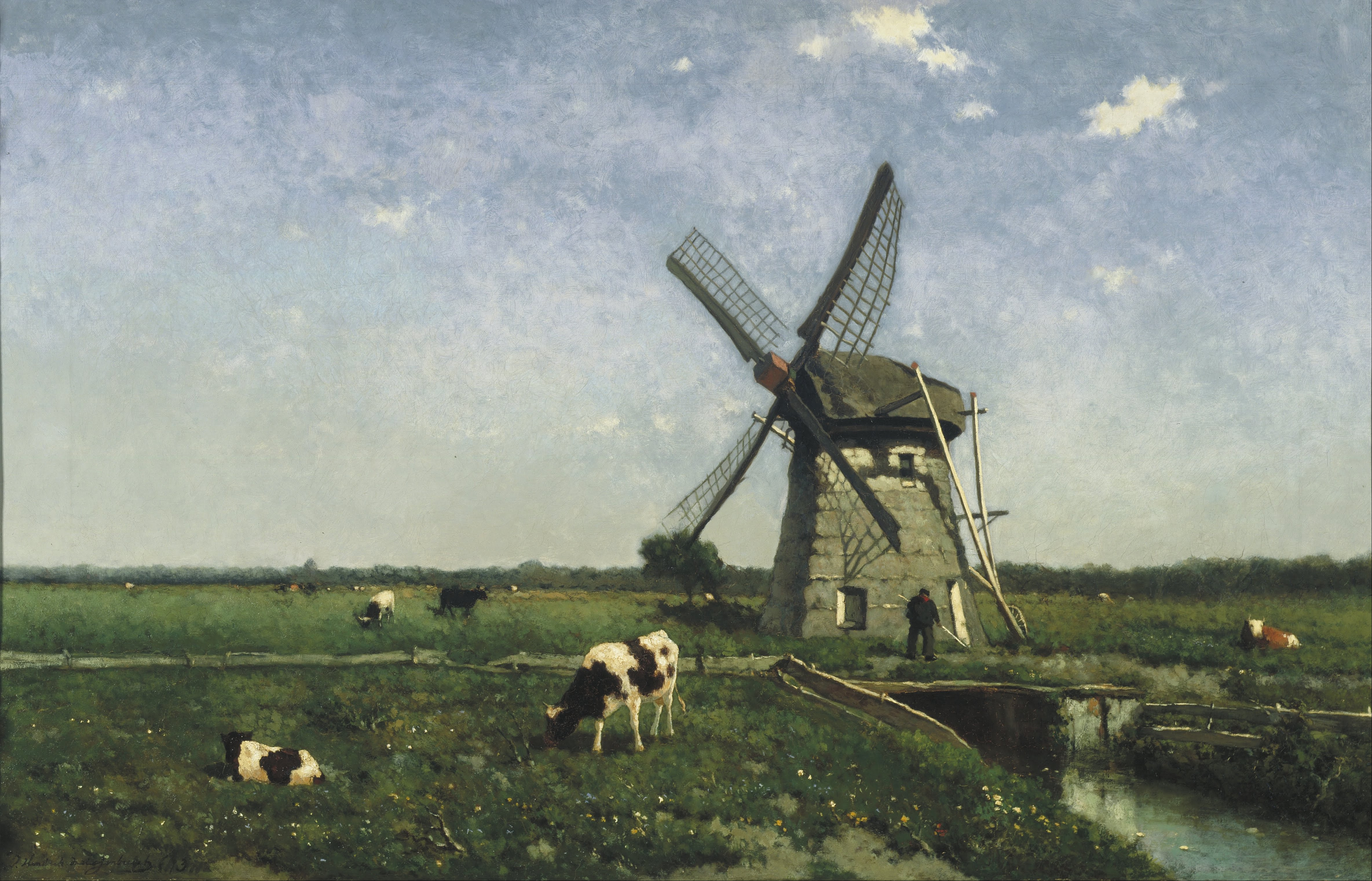
Paisaje con molino cerca de Schiedam (1873).
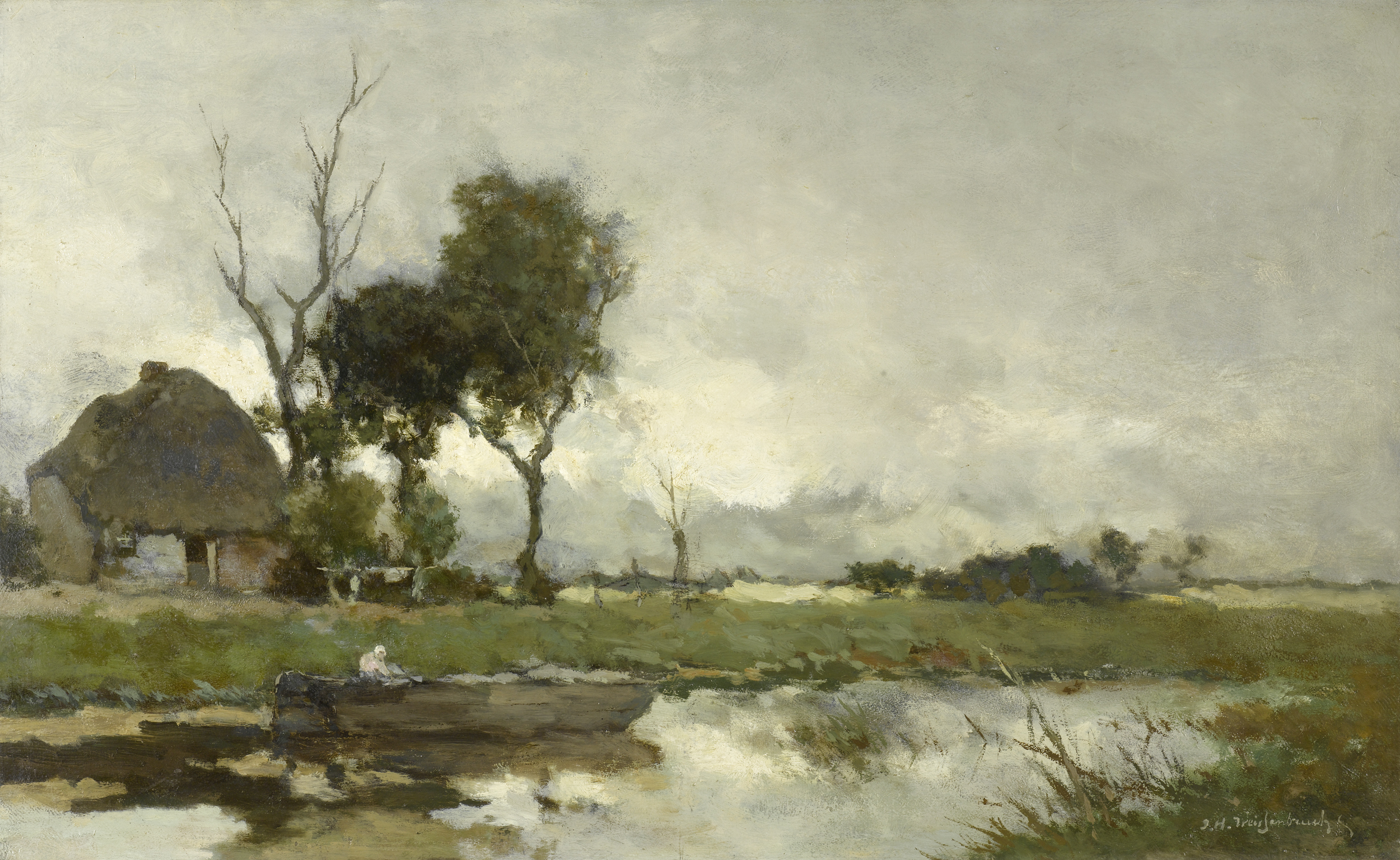
Paisaje otoñal.
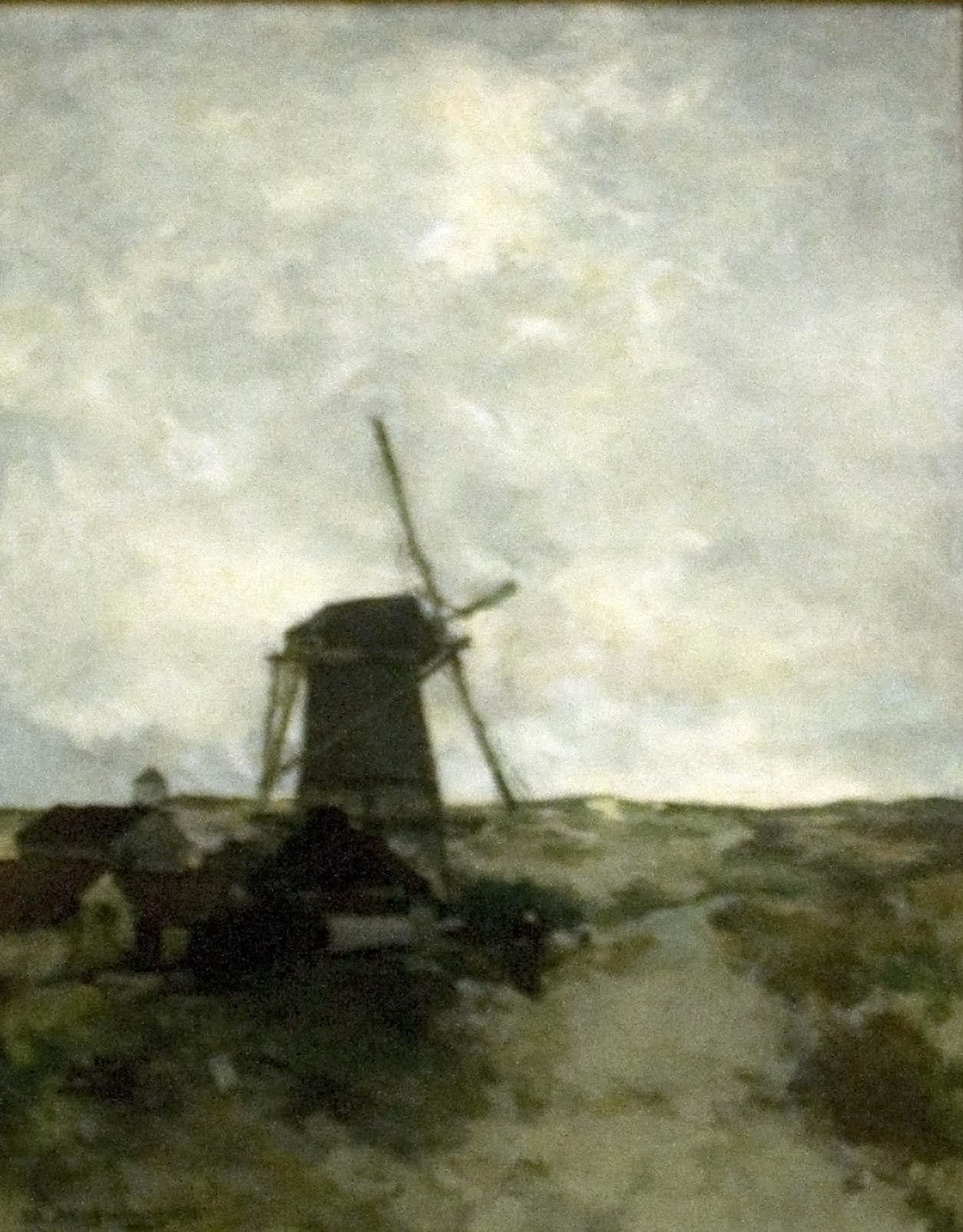
Molino de viento (1899).
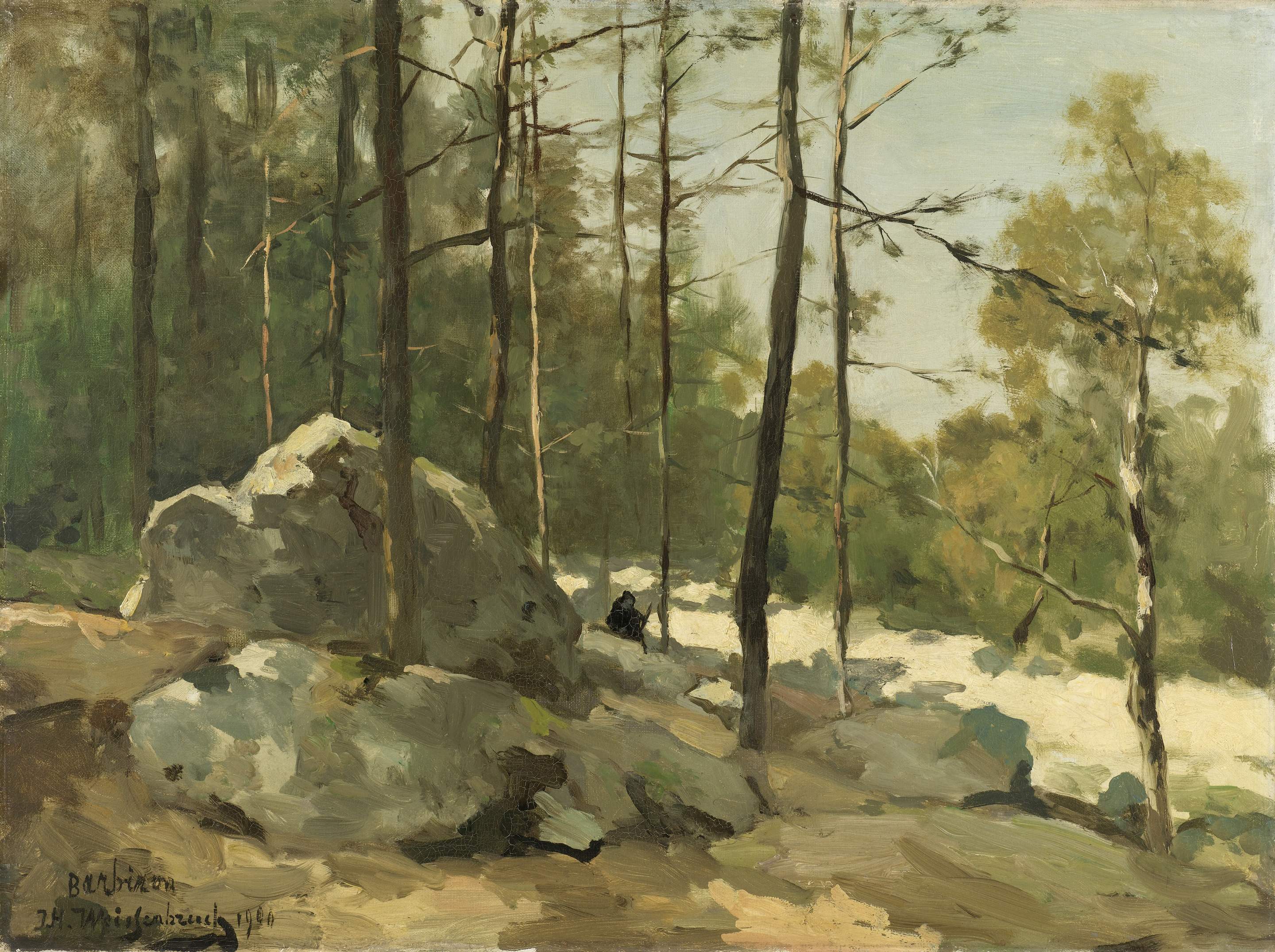
Paisaje del bosque cerca de Barbizon (1900)
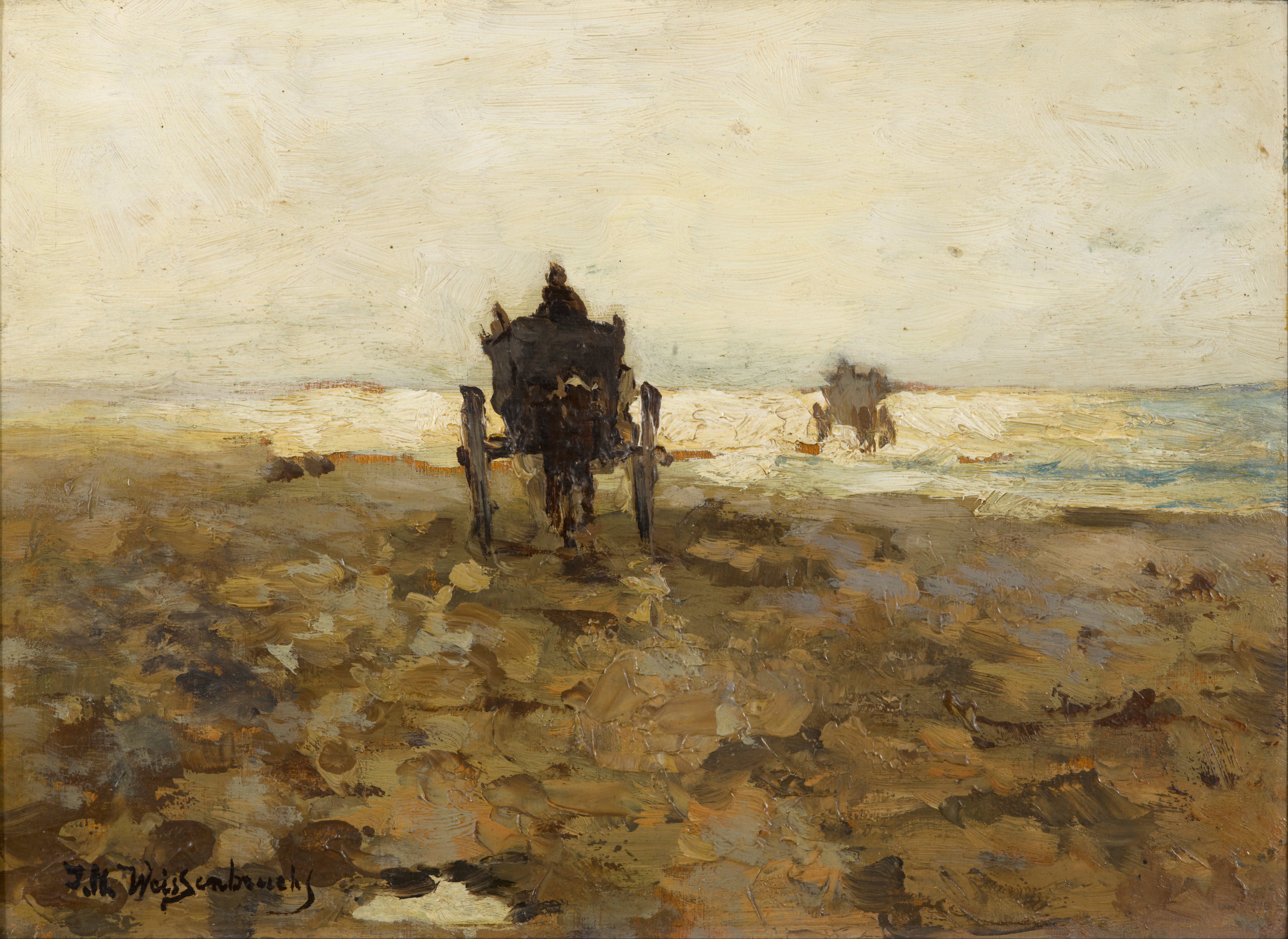
Carro (1890)